# Кондратенко, Пётр Егорович
Пётр Егорович Кондратенко (1923—1994) — старший сержант Рабоче-крестьянской Красной Армии, участник Великой Отечественной войны. Герой Советского Союза (1944). Почётный гражданин города Витебска (1994).

## Биография
Пётр Кондратенко родился 1 января 1923 года в деревне Ожогино (ныне — Демидовский район Смоленской области). Получил начальное образование, после чего работал в колхозе. В 1940 году Кондратенко был призван на службу в Рабоче-крестьянскую Красную Армию. С июня 1941 года — на фронтах Великой Отечественной войны. К июню 1944 года сержант Пётр Кондратенко был сапёром 1122-го стрелкового полка 334-й стрелковой дивизии 43-й армии 1-го Прибалтийского фронта. Отличился во время форсирования Западной Двины.
В период с 23 по 26 июня 1944 года Кондратенко участвовал в форсировании Западной Двины в районе деревни Козоногово Шумилинского района, проделав 4 прохода во вражеских проволочных заграждениях и минных полях, лично снял 387 мин, подавил 1 огневую точку, уничтожил 21 немецкого солдата и офицера, ещё 24 взял в плен.
Указом Президиума Верховного Совета СССР от 22 июля 1944 года сержант Пётр Кондратенко был удостоен высокого звания Героя Советского Союза с вручением ордена Ленина и медали «Золотая Звезда».
После окончания войны в звании старшего сержанта Кондратенко был демобилизован. Проживал в Витебске. Умер в 1996 году.
Почётный гражданин города Витебска (1994). Был также награждён орденом Отечественной войны I степени и рядом медалей.

## Награды и звания
- Герой Советского Союза (1944).
- Орден Ленина
- Медаль «Золотая Звезда»
- Орден Отечественной войны I степени
- Ряд медалей
- Почётный гражданин города Витебска (1994).

## Память
- Имя Героя присвоено гимназии № 7 г. Витебска[2]. На здании гимназии размещён мурал, посвящённый Герою. Одна из экспозиций музея гимназии посвящён Герою.